# Prywatne Muzeum „Tomala” w Kadzidle
Prywatne Muzeum „Tomala” w Kadzidle – prywatne muzeum, położone we wsi Kadzidło (powiat ostrołęcki). Placówka jest prywatnym przedsięwzięciem Antoniego Tomali.
Na muzealną kolekcję składają się głównie pamiątki materialne, związane z kulturą kurpiowską. Za swą działalność jego twórca był wielokrotnie nagradzany: w 2006 roku nagrodą „Kurpika” przyznawaną przez Związek Kurpiów, zaś w 2014 roku - nagrodą wójta gminy Kadzidło.
Muzeum można zwiedzać po uzgodnieniu z właścicielem.